# Día Mundial en Recuerdo de las Víctimas de Accidentes de Tráfico
El Día Mundial en Recuerdo de las Víctimas de Accidentes de Tráfico es una jornada que se celebra anualmente el tercer domingo de noviembre desde 2005, fue establecido por la Asamblea General de las Naciones Unidas en ese mismo año.

## Proclamación
El Día Mundial en Recuerdo de las Víctimas de Accidentes de Tráfico fue proclamado por la Asamblea General de las Naciones Unidas el 26 de octubre de 2005. La proclamación fue promovida con el objetivo de concienciar sobre los efectos económicos y el sufrimiento humano que causan los accidentes de tráfico. También busca reconocer la labor crucial de los servicios de emergencia y apoyo, y fomentar acciones basadas en evidencias para prevenir futuras tragedias en las carreteras. La iniciativa original fue organizada por Brigitte Chaudhry, fundadora de RoadPeace, en 1993. En 1995, la Asamblea General de la Federación Europea de Víctimas de Tráfico (FEVR) añadió su apoyo. La Organización Mundial de la Salud se sumó en 2003 y, finalmente, en 2005, la ONU instó a todas las naciones a observar este día.

## Celebración
Se celebra el tercer domingo de noviembre. Esta fecha fue elegida para proporcionar un momento de reflexión y conmemoración antes de las festividades de fin de año, que suelen ser épocas de mayor tráfico y, por ende, mayor riesgo de accidentes. Durante este día, se realizan diversas actividades como ceremonias conmemorativas, campañas de concienciación sobre seguridad vial y eventos comunitarios que destacan la importancia de la justicia y el apoyo a las víctimas.

## Temas
- 2007: Remember and Reflect,[8] ('Recuerda y reflexiona')
- 2009: From Global Remembrance to Global Action,[9] ('De la conmemoración global a la acción global')
- 2011: From Global Remembrance to Global Action across the Decade,[10]  ('De la conmemoración global a la acción global a lo largo de la década')
- 2012: Now is the time to learn from the past,[11] ('Ahora es el momento de aprender del pasado')
- 2014: Speed Kills,[12]('La velocidad mata')[13]
- 2015: It's time to Remember - Say NO to Road Crime![14] ('Es momento de recordar: ¡Dile NO a los delitos viales!')
- 2016: Keeping the Memories Alive,[15] ('Manteniendo vivos los recuerdos')
- 2017: 2020 Target: Reduce Road Fatalities AND Serious Injuries by 50%,[16] ('Meta 2020: Reducir las muertes y lesiones graves en carretera en un 50%')
- 2018: Roads have stories,[17] ('Las carreteras tienen historias')
- 2019: Life is not a car part,[18] ('La vida no es una pieza de coche')
- 2020-2023: Remember. Support. Act.,[19][20][21][22] ('Recuerda. Apoya. Actúa.')